# Ciceu
Ciceu [t͡ʃiˈt͡ʃeu] (veraltet Ciciău und Ciceău; ungarisch Csíkcsicsó) ist eine Gemeinde im Kreis Harghita, in der Region Siebenbürgen in Rumänien.

## Geographische Lage

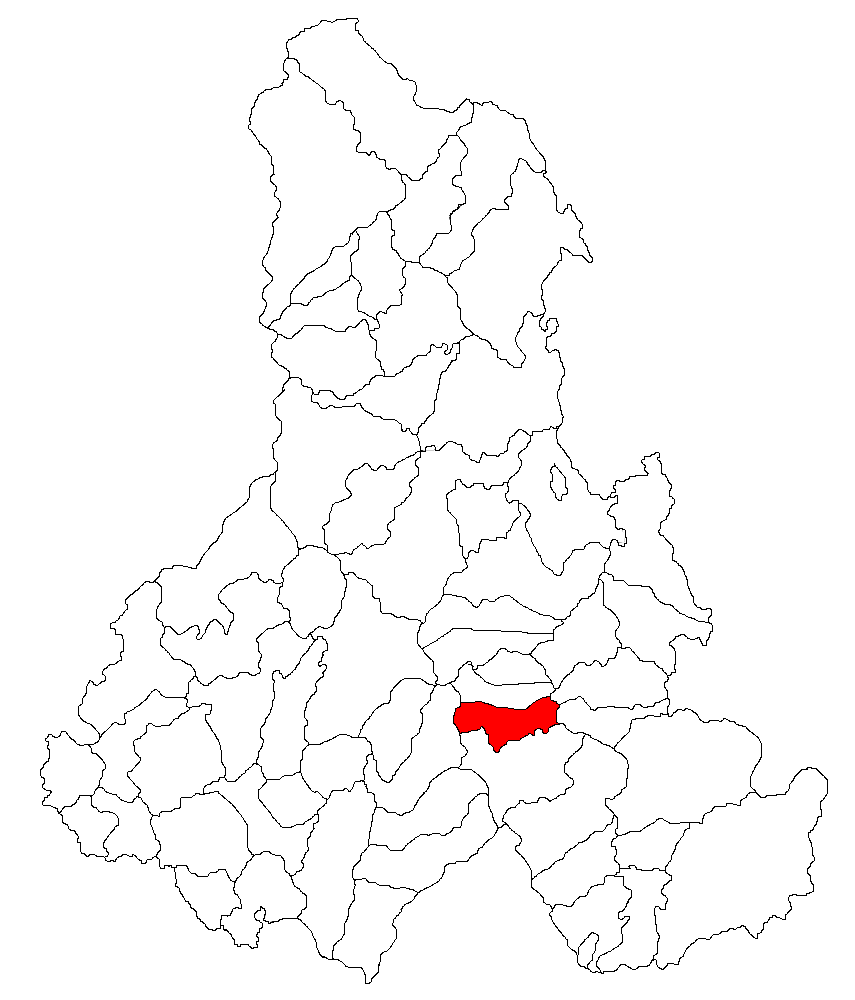
Lage der Gemeinde Ciceu im Kreis Harghita

Die Gemeinde Ciceu liegt östlich des Siebenbürgischen Beckens zwischen dem Harghita- und dem Ciuc-Gebirge – Teilgebirge der Ostkarpaten – in der historischen Region Szeklerland im Osten des Kreises Harghita. Der Ort Ciceu liegt an der Mündung des Baches Nicolești in den Oberlauf des Olt, an der Nationalstraße (Drum național) DN12 und der Bahnstrecke Sfântu Gheorghe–Siculeni–Adjud (ohne Haltepunkt) vier Kilometer nördlich von der Kreishauptstadt Miercurea Ciuc (Szeklerburg), und ist mit dem langgestreckten Straßendorf Siculeni fast vereint.
Von dem eingemeindeten Dorf Ciaracio (Csaracsó) steigt ein markierter Wanderweg von 13 Kilometer (3–4 Std.) zum Luftkurort Harghita-Băi (Hargitafürdő).

## Geschichte
Der mehrheitlich von Szeklern bewohnte Ort Ciceu wurde 1566 erstmals urkundlich erwähnt.
Auf eine Besiedlung des Areals der Gemeinde in der Latènezeit, deuten laut dem Verzeichnis historischer Denkmäler des Ministeriums für Kultur und nationales Erbe (Ministerul Culturii și Patrimoniului Național) Reste einer Wehrburg (Vármező), etwa sechs Kilometer westlich vom Gemeindezentrum entfernt (⊙).
Zur Zeit des Königreichs Ungarn gehörte Ciceu dem Stuhlbezirk Felcsík in der Gespanschaft Tschick (rumänisch Comitatul Ciuc), anschließend dem historischen Kreis Ciuc und seit 1950 dem heutigen Kreis Harghita an.
Die Gemeinde Ciceu ist 2004 durch die Abspaltung von der damaligen Gemeinde Siculeni (ungarisch Madéfalva) entstanden.
In Ciceu wurde ein Projekt zur Einrichtung eines integrierten Gemeindezentrums gestartet, das zur Verringerung der sozialen Kluft und zur Steigerung der Lebensqualität von 500 sozial, wirtschaftlich und gesundheitlich gefährdeten Menschen beitragen soll.

## Bevölkerung
Die Bevölkerung in der heutigen Gemeinde Ciceu entwickelte sich wie folgt:
| Volkszählung | Volkszählung | Ethnische Zusammensetzung | Ethnische Zusammensetzung | Ethnische Zusammensetzung | Ethnische Zusammensetzung |
| Jahr         | Bevölkerung  | Rumänen                   | Magyaren                  | Deutsche                  | andere                    |
| ------------ | ------------ | ------------------------- | ------------------------- | ------------------------- | ------------------------- |
| 1850         | 1705         | 63                        | 1551                      | 15                        | 76                        |
| 1930         | 2240         | 51                        | 2180                      | 6                         | 3                         |
| 1977         | 2741         | 60                        | 2667                      | -                         | -                         |
| 2002         | 2628         | 32                        | 2595                      | -                         | 1                         |
| 2011         | 2679         | 31                        | 2629                      | -                         | 19                        |
| 2021         | 2711         | 36                        | 2524                      | -                         | 151                       |

Seit 1850 wurde in der heutigen Gemeinde die höchste Einwohnerzahl, sowie die der Magyaren 1977, die der Rumänen, der Rumäniendeutschen und die der Roma (64) wurden 1850 ermittelt.

## Sehenswürdigkeiten
- Die Reste einer Wehrburg, von den Einheimischen Vármező genannt, befinden sich auf einer Anhöhe von etwa 950 m. Die Ruine steht unter Denkmalschutz.[8]
- In Ciceu die römisch-katholischen Kirche Sf. Anton de Padua 1783 errichtet,[9] steht unter Denkmalschutz. 1850 wurden der Chor und die Sakristei angebaut.[8]
- Das Pfarrhaus wurde im 20. Jahrhundert errichtet und steht unter Denkmalschutz.[8]